# 호드메죄바샤르헤이구

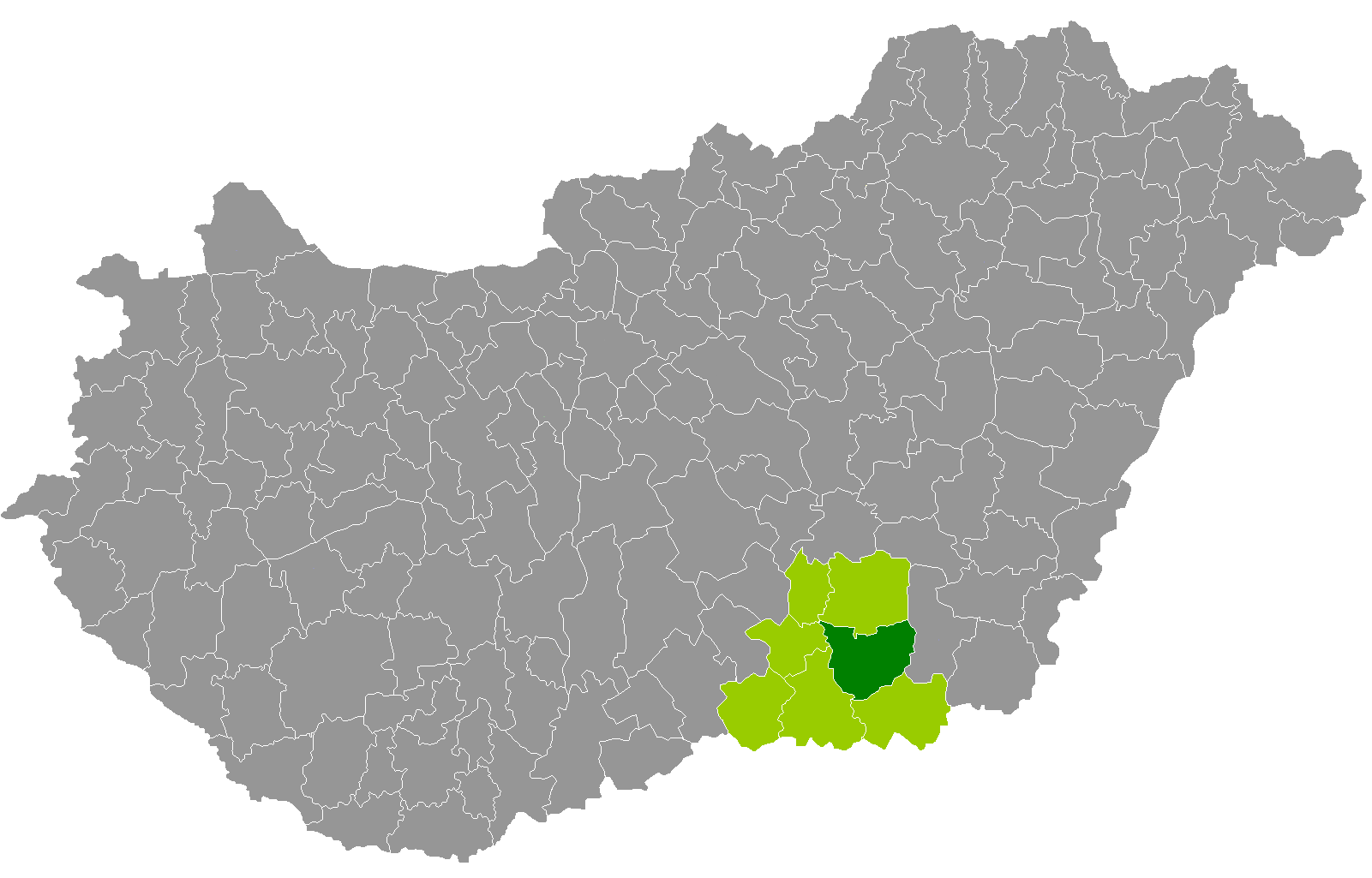
촌그라드처나드주 지도에 표시된 호드메죄바샤르헤이구의 위치

호드메죄바샤르헤이구(헝가리어: Hódmezővásárhelyi járás)는 헝가리 촌그라드처나드주에 위치한 구로 구청 소재지는 호드메죄바샤르헤이이며 면적은 707.77km2, 인구는 56,560명(2011년 기준), 인구 밀도는 80명/km2이다.
북쪽으로는 센테시주, 동쪽으로는 베케시주 오로슈하저구, 남쪽으로는 머코구, 서쪽으로는 세게드구, 키슈텔레크구와 접한다. 4개 지방 자치체(1개 도시주, 1개 시, 2개 마을)를 관할한다.

구 문장